# Jocelyne Troccaz
Jocelyne Troccaz (* 11. Juni 1959 in Sallanches) ist eine französische Informatikerin. Sie ist spezialisiert auf Bildgebung und medizinische Robotik für die computerunterstützte Chirurgie.

## Leben

### Studium
Jocelyne Troccaz legte 1976 ihr naturwissenschaftliches Abitur ab. Im Jahr 1979 erwarb sie ein Vordiplom (DEUG) in Mathematik und Physik. Anschließend erwarb sie 1980 und 1981 zwei  Abschlüsse in Informatik (licence und maîtrise). 1982 schloss sie ein DEA der Informatik am Grenoble INP ab. Im Jahr 1986 verteidigte sie ihre Doktorarbeit in Informatik unter der Leitung von Jean-Claude Latombe am selben Institut. Im Juli–August 1987 absolvierte sie ein Postdoc am Robotics Laboratory der Stanford University. 1993 habilitierte sie für die Leitung von Forschung am Grenoble INP mit einer Spezialisierung in Informatik und angewandter Mathematik. Im Jahr 2000 erwarb sie einen Abschluss in Psychologie an der Universität Lyon II.

### Karriere
Von 1984 bis 1988 war sie Universitätsassistentin an der Universität Joseph-Fourier Grenoble I (heute Universität Grenoble-Alpes). Im Jahr 1988 trat sie als wissenschaftliche Mitarbeiterin in das CNRS ein. Sie begann sich für die Programmierung von Robotersystemen zu interessieren. Diese erste Phase ihrer Karriere fand im Team "Künstliche Intelligenz, Vision und Robotik" der École nationale supérieure d’informatique et de mathématiques appliquées (IMAG) und dann im Laboratoire d'Informatique Fondamentale et d'Intelligence  Artificielle (LIFIA) statt. 1990 trat sie in das Labor Recherche Translationnelle et Innovation en Médecine et Complexité (TIMC-IMAG, damals TIM3) ein, ein CNRS-Labor für Gesundheitstechnologien der Universität Grenoble, das am Universitätsklinikum Grenoble angesiedelt ist. Sie arbeitete im Feld der medizinischen Assistenzroboter. Im Jahr 1998 wurde sie Forschungsdirektorin. Sie ist außerdem Lehrbeauftragte an der Universität Grenoble. Von 1996 bis 2013 war sie Leiterin des Teams "Computerunterstützte medizinische und chirurgische Verfahren" des TIMC-IMAG-Labors. Von Januar 2006 bis Dezember 2015 war sie stellvertretende Leiterin des TIMC-IMAG-Labors. Seit Oktober 2017 ist sie CNRS-Forschungsdirektorin mit Auszeichnung. Seit 2016 ist sie Direktorin des Laboratoire d'Excellence (LABEX) Computer Assisted Medical Interventions (CAMI).

### Privatleben
Sie ist verheiratet und hat ein Kind.

## Preise und Auszeichnungen
- 2013: Fellow der Medical Image Analysis and Computer Assisted Interventions (MICCAI)
- 2013: Preis der Académie nationale de chirurgie
- 2014: Mitglied der Académie nationale de chirurgie
- 2015: CNRS-Silbermedaille[5]
- 2016: Ritter der Ehrenlegion[6]
- 2018: Fellow des Institute of Electrical and Electronics Engineers[4]